# Tipo-Tipo
Tipo-tipo là một đô thị cấp ba ở tỉnh Basilan, Philippines. Theo điều tra dân số năm 2015, đô thị này có dân số 19.163 người trong.

## Các đơn vị hành chính
Tipo-tipo, về mặt hành chính, được chia thành 11 khu phố (barangay).
- Badja
- Bohebaca
- Bohelebung
- Lagayas
- Limbo-Upas
- Tipo-tipo Proper (Pob.)
- Baguindan
- Banah
- Bohe-Tambak
- Silangkum
- Bangcuang